# Amy (demon)
Amy, prema demonologiji, pedeset i osmi duh Goecije koji vlada nad trideset i šest legija. Ima oblik buktinje, ali može poprimiti i ljudski lik. Podučava astronomiju i liberalne znanosti. Prizivatelj ga može natjerati da mu pokaže dragocjenosti koje čuvaju drugi demoni.